# Dębiany (Kazimierza)
Pour les articles homonymes, voir Dębiany.
Dębiany est une localité polonaise de la gmina de Czarnocin, située dans le powiat de Kazimierza en voïvodie de Sainte-Croix.